# Urania (Viena)
Urania es un instituto de educación pública y observatorio astronómico de la ciudad de Viena, Austria.
Fue construido de acuerdo con los planos del arquitecto modernista Max Fabiani, discípulo de Otto Wagner, en la desembocadura del río Viena y fue inaugurado por el emperador Francisco José I, en 1910, como centro educativo y observatorio público. Fue nombrado posteriormente como Urania, en honor a esta musa, que representa a la Astronomía.
Durante la Segunda Guerra Mundial, el edificio fue gravemente dañado y la cúpula del observatorio fue totalmente destruida. Después de su reconstrucción, se reabrió en 1957. El observatorio ha sido continuamente mejorado técnicamente a lo largo de los años.
Actualmente, el edificio Urania contiene salas de seminarios y conferencias, una sala de proyecciones del Festival Internacional de Cine de Viena y un teatro de títeres, creado por el actor Hans Kraus. También alberga un restaurante.